# Герасимівка (Синельниківський район)
Гераси́мівка — село в Україні, у Синельниківському районі Дніпропетровської області. Входить до складу Покровської селищної громади. Населення становить 80 осіб.

## Географія
Село Герасимівка знаходиться на лівому березі річки Гайчул, вище за течією на відстані 2 км розташоване село Піщане, нижче за течією на відстані 0,5 км розташоване село Братське, на протилежному березі — село Андріївка.

## Назва
Назване за ім'ям першого поселенця Герасима.

## Археологія
Поблизу Герасимівки та Братського досліджено поселення доби пізньої бронзи (XV—IX століття до н. е.).

## Історія
- 1930 — дата заснування.
- До 2016 року орган місцевого самоврядування — Андріївська сільська рада.
- 12 червня 2020 року, відповідно до розпорядження Кабінету Міністрів України № 709-р від «Про визначення адміністративних центрів та затвердження територій територіальних громад Дніпропетровської області», увійшло до складу Покровської селищної громади[1].
- 19 липня 2020 року, в результаті адміністративно-територіальної реформи і ліквідації Покровського району, село увійшло до складу новоутвореного Синельниківського району[2].